# Oliver Naesen
Oliver Naesen (Ostenda, 16 settembre 1990) è un ciclista su strada belga che corre per la Decathlon AG2R La Mondiale Team. Professionista dal 2015, ha vinto per due volte la Bretagne Classic Ouest-France.

## Biografia
È il fratello maggiore di Lawrence, a sua volta ciclista.

## Carriera
Nel 2014 gareggia con la formazione Continental Cibel, riuscendo a vincere la Top Compétition a Templeuve, valida per il calendario Europe Tour. Negli ultimi mesi dell'anno gareggia anche come stagista per la Lotto-Belisol.
Passato professionista all'inizio del 2015 con la Topsport Vlaanderen-Baloise, coglie la sua prima vittoria da pro alla Poly Normande in Francia nell'agosto dello stesso anno. Nel 2016 si trasferisce alla IAM Cycling, formazione World Tour: in stagione, oltre a ottenere diversi piazzamenti, si impone in una prova del calendario World Tour, la Bretagne Classic Ouest-France, e si classifica secondo all'Eneco Tour, alle spalle del solo Niki Terpstra; nello stesso anno viene anche convocato in Nazionale per i campionati del mondo di Doha.
Dalla stagione 2017 milita nelle file della squadra francese AG2R La Mondiale.

## Palmarès
- 2014 (Cibel, due vittorie)

Belsele-Puivelde
Top Compétition
- 2015 (Topsport Vlaanderen-Baloise, due vittorie)

La Poly Normande
Gooikse Pijl
- 2016 (IAM Cycling, una vittoria)

Bretagne Classic Ouest-France
- 2017 (AG2R La Mondiale, una vittoria)

Campionati belgi, Prova in linea
- 2018 (AG2R La Mondiale, una vittoria)

Bretagne Classic Ouest-France
- 2019 (AG2R La Mondiale, una vittoria)

7ª tappa BinckBank Tour (Sint-Pieters-Leeuw > Geraardsbergen)

### Altri successi
- 2015 (Topsport Vlaanderen-Baloise)

Classifica giovani Giro di Lussemburgo
- 2021 (AG2R Citroën Team)

Memorial Fred De Bruyne
- 2024 (Decathlon AG2R La Mondiale Team)

Memorial Fred De Bruyne

## Piazzamenti

### Grandi Giri
- Tour de France

2016: 83º
2017: 63º
2018: 66º
2019: 68º
2020: 61º
2021: 70º
2022: ritirato (11ª tappa)
2023: 76º
2024: 83º
2025: 73º

### Classiche monumento
- Milano-Sanremo

2018: 62º
2019: 2º
2020: 14º
2021: 21°
2023: 74º
2024: 106º
2025: 78º
- Giro delle Fiandre

2015: 35º
2016: 22º
2017: 23º
2018: 11º
2019: 7º
2020: 7º
2021: 33º
2022: 41º
2023: 40º
2024: 7º
- Parigi-Roubaix

2015: 57º
2016: 13º
2017: 31º
2018: 12º
2019: 13º
2021: 52º
2022: 54º
2023: 66º
2024: 24º
2025: 94º

### Competizioni mondiali
- Campionati del mondo

Doha 2015 - Cronosquadre: 16º
Doha 2016 - In linea Elite: 23º
Bergen 2017 - In linea Elite: 73º
Yorkshire 2019 - In linea Elite: 33º
Imola 2020 - In linea Elite: ritirato

### Competizioni europee
- Campionati europei

Plouay 2020 - In linea Elite: 20°